# Озаску (микрорегион)

Озаску на карте.

Озаску (порт. Microrregião de Osasco) — микрорегион в Бразилии, входит в штат Сан-Паулу. Составная часть мезорегиона Агломерация Сан-Паулу. 
Население составляет 	1 774 846	 человек (на 2010 год). Площадь — 	685,132	 км². Плотность населения — 	2590,52	 чел./км².

## Демография
Согласно сведениям, собранным в ходе переписи 2010 г. Национальным институтом географии и статистики (IBGE), население микрорегиона составляет:						
| Полное население                             | Полное население                             | Полное население                             | Полное население                             | 1 774 846 |
| -------------------------------------------- | -------------------------------------------- | -------------------------------------------- | -------------------------------------------- | --------- |
| в том числе:                                 | Городское население                          | 1 773 555                                    | Процент городского населения, %              | 99,93     |
|                                              | Сельское население                           | 1 291                                        | Процент сельского населения, %               | 0,07      |
|                                              | Мужское население                            | 862 066                                      | Процент мужского населения, %                | 48,57     |
|                                              | Женское население                            | 912 780                                      | Процент женского населения, %                | 51,43     |
| Плотность населения, чел/км²                 | Плотность населения, чел/км²                 | Плотность населения, чел/км²                 | Плотность населения, чел/км²                 | 2590,52   |
| Население микрорегиона в % к населению штата | Население микрорегиона в % к населению штата | Население микрорегиона в % к населению штата | Население микрорегиона в % к населению штата | 4,30      |

## Статистика
- Валовой внутренний продукт на 2003 составляет 23 403 929 045,00 реалов (данные: Бразильский институт географии и статистики).
- Валовой внутренний продукт на душу населения на 2003 составляет 13 566,84 реалов (данные: Бразильский институт географии и статистики).
- Индекс развития человеческого потенциала на 2000 составляет 0,807 (данные: Программа развития ООН).

## Состав микрорегиона
В составе микрорегиона включены следующие муниципалитеты:
1. Баруэри
2. Кажамар
3. Карапикуиба
4. Итапеви
5. Жандира
6. Озаску
7. Пирапора-ду-Бон-Жезус
8. Сантана-ди-Парнаиба